# Amici miei (Ricchi e Poveri)
Amici miei è un album di inediti del gruppo musicale italiano dei Ricchi e Poveri pubblicato nel 1971.

## Descrizione
L'album ha nel suo interno dieci brani eseguiti a quattro voci (difatti i componenti dei Ricchi e Poveri erano ancora quattro all'epoca).
Tra questi il più famoso è Che sarà, brano affidato al gruppo, in abbinamento con José Feliciano, per il Festival di Sanremo di quell'anno. Che sarà si posiziona al secondo posto, segnerà la storia della musica italiana e consacrerà, negli anni, i Ricchi e Poveri a livello internazionale. Gli autori, tra gli altri, sono Franco Migliacci, Jimmy Fontana e il chitarrista dei Marc 4 Carlo Pes.
Fanno parte di questo LP anche Ma la mia strada sarà breve, Limpido fiume del sud, Addio mamma, addio papà e Amici miei. Quest'ultima, da cui prende nome il lavoro discografico, è la cover del tradizionale inno americano alla pace e all'amicizia Amazing Grace. La traduzione e l'adattamento in italiano sono curati da Carlo Nistri. Altri autori che intervengono per la composizione dei brani sono Gianni Marchetti, i fratelli Massimo e Alberto Salerno, i fratelli Guido e Maurizio De Angelis, e i membri maschili del quartetto Franco Gatti e Angelo Sotgiu.
Il disco è stato ristampato con la stessa tracklist alla fine del 1971 con il nuovo titolo "Che sarà".

## Tracce
Lato A
1. Che sarà – 3:23 (testo: Franco Migliacci – musica: Jimmy Fontana, Lilli Greco, Carlo Pes; edizioni musicali RCA)
2. Con l'aiuto del signore – 2:42 (Carlo Nistri, Lally Stott, Gianni Marchetti; edizioni musicali RCA / Vianello)
3. Monna lisa e messer duca – 2:50 (Carlo Nistri, Angelo Sotgiu, Franco Gatti; edizioni musicali Vianello)
4. Souvenir del primo amore – 3:26 (Carlo Nistri, Labi Siffre; edizioni musicali RCA)
5. Ma la mia strada sarà breve – 3:42 (Carlo Nistri, Angelo Sotgiu, Franco Gatti; edizioni musicali Vianello)

Durata totale: 16:03
Lato B
1. Amici miei (adattamento dell'inno cristiano Amazing Grace) – 3:43 (testo: Carlo Nistri)
2. Favola – 2:33 (Carlo Nistri, Guido e Maurizio De Angelis, Randy Newman; edizioni musicali RCA)
3. Addio mamma addio papà – 2:57 (Alberto Salerno, Massimo Salerno; edizioni musicali Vianello, Numero Uno)
4. Limpido fiume del sud – 3:42 (Carlo Nistri, Angelo Sotgiu, Franco Gatti; edizioni musicali Vianello)
5. 2+2=5 – 2:53 (Angelo Sotgiu, Franco Gatti, Claudio Tallino; edizioni musicali RCA)

Durata totale: 15:48

## Crediti
- Edizioni RCA Italiana / Vianello
- Cori: 4+4 di Nora Orlandi
- Direzione d'orchestra: Guido e Maurizio De Angelis
- Direzione d'orchestra A1; A2; A5: Gianni Marchetti
- Produttore: Carlo Nistri

## Dettagli pubblicazione
| Paese  | Data | Etichetta | Formato | Nº Catalogo |
| ------ | ---- | --------- | ------- | ----------- |
| Italia | 1971 | Apollo    | 33 giri | ZSLA 55030  |

Pubblicazione & Copyright: 1971 - Apollo - Roma.

Distribuzione: RCA Italiana - Roma.